# Alchornea sicca
Alchornea sicca là một loài thực vật có hoa trong họ Đại kích. Loài này được (Blanco) Merr. mô tả khoa học đầu tiên năm 1910.

## Hình ảnh

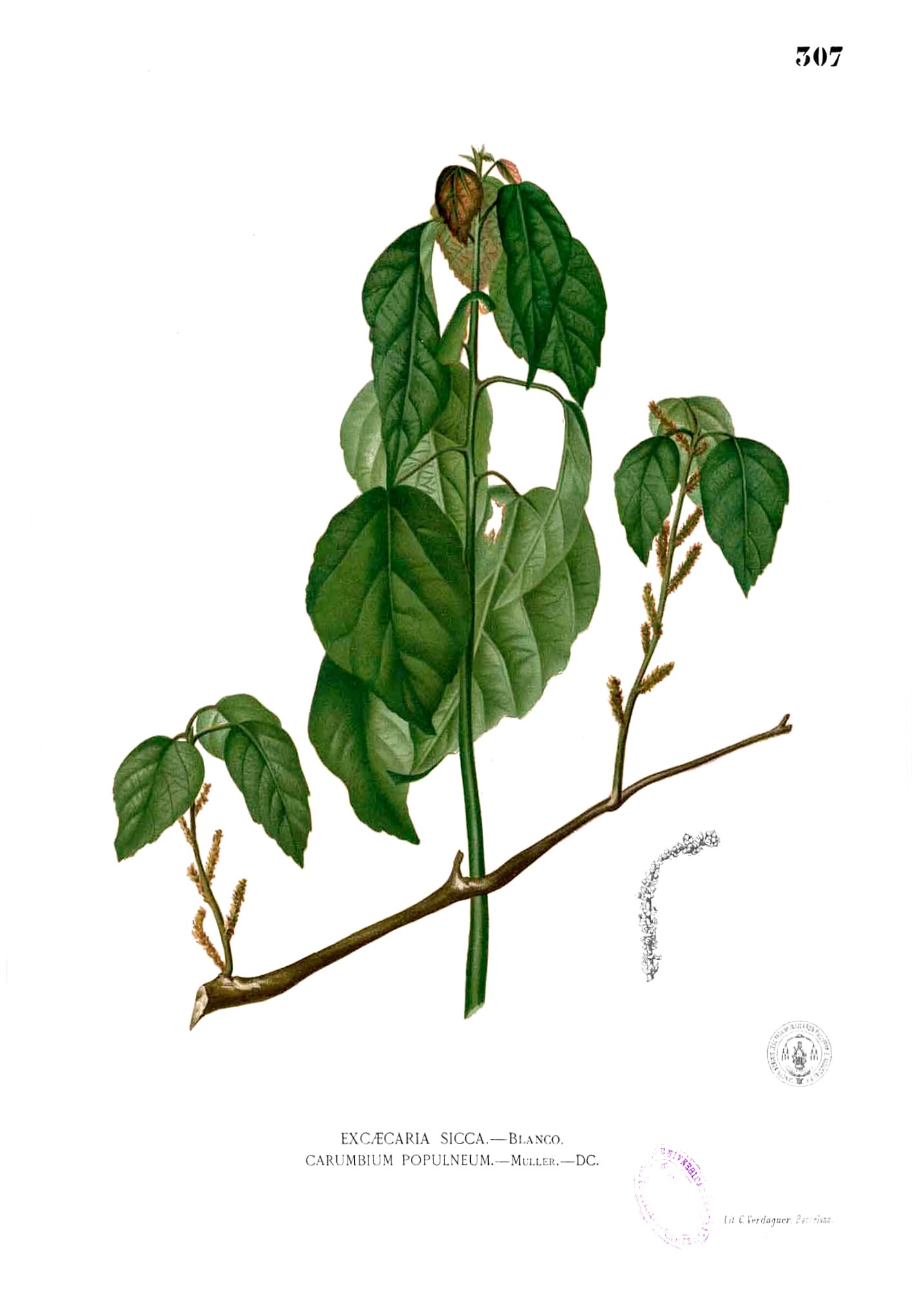
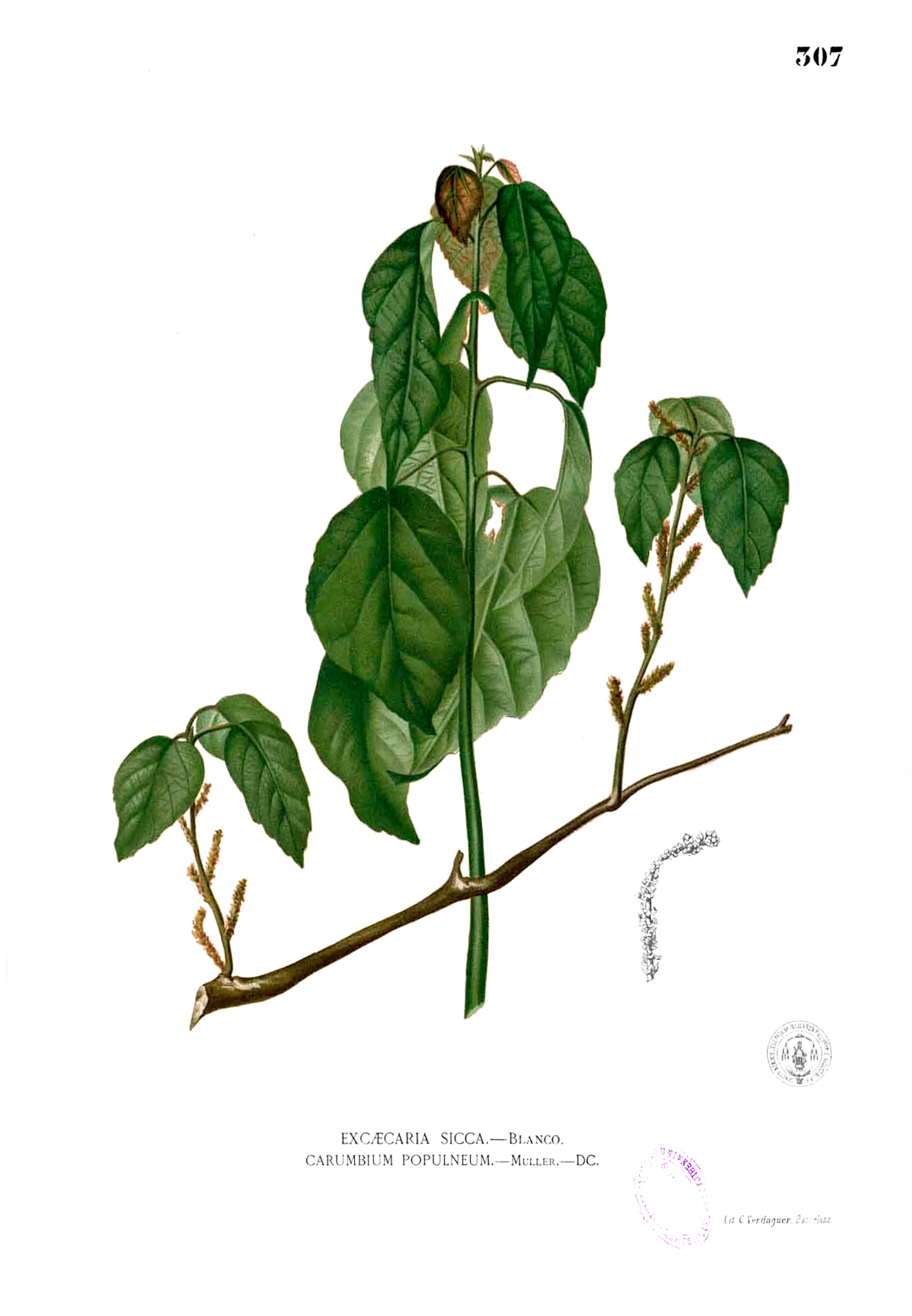